# غبيراء فنلندية كاذبة
الغبيراء الفنلندية الكاذبة (باللاتينية: Sorbus pseudofennica) نوع نباتي شجري يتبع جنس الغبيراء من الفصيلة الوردية.
تنتشر في جزيرة أران في اسكتلندا.